# Padilla mantis
Padilla mantis är en spindelart som beskrevs av Simon 1900. Padilla mantis ingår i släktet Padilla och familjen hoppspindlar. Inga underarter finns listade i Catalogue of Life.